# Notozomus aterpes
Espèce
Notozomus aterpes est une espèce de schizomides de la famille des Hubbardiidae.

## Distribution
Cette espèce est endémique du Queensland en Australie,. Elle se rencontre vers le Cap Tribulation et le mont Sorrow.

## Description
La femelle holotype mesure 2,90 mm et le mâle paratype 3,70 mm.

## Publication originale
- Harvey, 1992 : The Schizomida (Chelicerata) of Australia. Invertebrate Taxonomy, vol. 6, no 1, p. 77-129.